# 司马姓
司馬姓，為漢字複姓之一，在《百家姓》中排名第410位。是中國的一個姓氏。《中国人名大辞典》中收录司马氏人物263例，为各复姓中最高。历史上的河内司马氏曾建立晋朝政权，历时156年。晋朝灭亡后，司马氏为免遭迫害，改换他姓，如马姓或司姓。但依然有人将复姓保留，如宋朝政治家司马光就是西晋安平王司马孚的后代。

## 姓氏起源
司马氏的得姓，大约在两千七百余年前。周宣王時，重黎之後程伯休甫，官至司馬，掌國家軍隊，佐政輔國，權勢重大。程伯休甫克平徐方，立下大功，周天子允許他以官職為姓，其後遂成司馬氏。程伯休父的子孙，一部分“以官为氏”而姓了司马；一部分依照惯例“以国为氏”而姓了程。因此司马氏系出程氏，和程氏一族是一家人。司马氏后人奉程伯休甫为司马氏的得姓始祖。

## 郡望堂號
- 河內郡‧太史堂：在河南武陟县。

## 延伸阅读
[在维基数据编辑]
 《百家姓》
 《欽定古今圖書集成·明倫彙編·氏族典·司馬姓部》，出自陈梦雷《古今圖書集成》